# Podebreń (Załuże)
Podebreń – część wsi Załuże w Polsce, położona w województwie małopolskim, w powiecie dąbrowskim, w gminie Szczucin.
W latach 1975–1998 Podebreń należał administracyjnie do województwa tarnowskiego.